# Jontjovo
Jontjovo (bulgariska: Йончово) är en ort i Bulgarien.   Den ligger i kommunen Obsjtina Tjernootjene och regionen Kărdzjali, i den centrala delen av landet, 180 km sydost om huvudstaden Sofia. Antalet invånare är 162.